# Claude Michel (football)
Pour les articles homonymes, voir Claude Michel et Michel.
Claude « Coco » Michel, né le 24 avril 1971 à Carhaix-Plouguer (Finistère), est un footballeur français. Il évoluait au poste de milieu défensif. Il a la particularité d'avoir été fidèle durant toute sa carrière à l'En Avant de Guingamp.

## Biographie

### Footballeur guingampais
Claude Michel est né à Carhaix-Plouguer, mais a grandi à Rostrenen (22) ville du centre-bretagne à quarante-cinq kilomètres de Guingamp. Il tape très tôt ses premiers ballons poussés par son père footballeur. Fils d'un professeur d'éducation physique, il fait ses premières armes au CSR (club sportif rostrenois), avant d'être repéré et d'intégrer le centre de formation guingampais.
Michel est recruté par l'En Avant de Guingamp en Minimes. Il débute en professionnel alors que le club vient d'être relégué en National 1 (D3). À ce moment, il arrête ses études, ne pouvant effectuer plusieurs aller-retour entre Guingamp et l'Université de Rennes.
Il est l'auteur du but qui offre l'accession en Division 1 en mai 1995. Durant l'été, Michel est sacré champion du monde militaire avec l'équipe de France. Il dispute son premier match en D1 le 19 juillet 1995 lors de la rencontre Guingamp - Martigues (2-0).
En 1996, il participe à l'épopée européenne de son club. Via la Coupe Intertoto, l'EAG gagne le droit de se mesurer à l'Inter Milan de Youri Djorkaeff en Coupe UEFA. Après avoir perdu (0-3) à domicile, les Bretons tiennent la dragée haute à Milan (1-1). La même saison, il est le héros malheureux, avec Stéphane Carnot, de la finale de la Coupe de France 1996-1997. En effet, après un match nul (1-1), il rate le dernier tir-au-but, ce qui permet à l'OGC Nice de l'emporter 4 tirs au but à 3.
En mai 1998, Michel prend part à la première rencontre de l'équipe de Bretagne de football (BFA) contre le Cameroun.
Il quitte le monde du football professionnel après sept saisons en Ligue 1 et cinq en Ligue 2. Il n'a jamais marqué de but en Ligue 1 malgré plus de 200 matchs joués.

### Reconverti entraîneur de l'EAG (depuis 2005)
En mai 2002, à l'issue d'un stage au CTNFS Clairefontaine et d'une semaine d'examens, il obtient le BEES 2e degré spécifique, qui permet d'entraîner des clubs évoluant en CFA, CFA2 et DH. Après avoir mis un terme à sa carrière sportive, il devient entraîneur. D'abord d'une équipe jeune de l'EA Guingamp, puis adjoint de Patrick Remy en 2006-2007, il est l'entraîneur de l'équipe réserve de l'EAG en CFA2 depuis 2009 jusqu'en 2017. Il intégrera par la suite le staff d'Antoine Kombouaré en tant que deuxième adjoint.
En 2018 il succède à Patrick Papin à la tête du pôle espoir de Ploufragan.

## Style de jeu
Sa générosité et son poste de milieu récupérateur en font un leader naturel. Mais dans le vestiaire, il n'est pas meneur, laissant cela à d’autres joueurs qui en ont le profil.

## Statistiques
Le tableau ci-dessous illustre les statistiques de Claude Michel,,.
| Saison                | Club                  | Championnat           | Championnat | Championnat | Coupe nationale | Coupe nationale | Coupe de la Ligue | Coupe de la Ligue | Compétition(s) continentale(s) | Compétition(s) continentale(s) | Compétition(s) continentale(s) | Total | Total |
| Saison                | Club                  | Division              | M.          | B.          | M.              | B.              | M.                | B.                | Comp.                          | M.                             | B.                             | M.    | B.    |
| 1993-1994             | EA Guingamp           | N1                    | 31          | 0           | 3               | 0               | 0                 | 0                 | -                              | -                              | -                              | 34    | 0     |
| 1994-1995             | EA Guingamp           | D2                    | 42          | 2           | 1               | 0               | 3                 | 0                 | -                              | -                              | -                              | 46    | 2     |
| 1995-1996             | EA Guingamp           | D1                    | 32          | 0           | 1               | 0               | 3                 | 0                 | -                              | -                              | -                              | 36    | 0     |
| 1996-1997             | EA Guingamp           | D1                    | 35          | 0           | 6               | 0               | 1                 | 0                 | CI+C3                          | 8+2                            | 0                              | 52    | 0     |
| 1997-1998             | EA Guingamp           | D1                    | 32          | 0           | 4               | 0               | 1                 | 0                 | -                              | -                              | -                              | 37    | 0     |
| 1998-1999             | EA Guingamp           | D2                    | 24          | 1           | 6               | 0               | 2                 | 0                 | -                              | -                              | -                              | 32    | 1     |
| 1999-2000             | EA Guingamp           | D2                    | 36          | 3           | 2               | 0               | 0                 | 0                 | -                              | -                              | -                              | 38    | 3     |
| 2000-2001             | EA Guingamp           | D1                    | 33          | 0           | 1               | 0               | 1                 | 0                 | -                              | -                              | -                              | 35    | 0     |
| 2001-2002             | EA Guingamp           | D1                    | 29          | 0           | 2               | 0               | 2                 | 0                 | -                              | -                              | -                              | 33    | 0     |
| 2002-2003             | EA Guingamp           | Ligue 1               | 35          | 0           | 2               | 0               | 2                 | 0                 | -                              | -                              | -                              | 39    | 0     |
| 2003-2004             | EA Guingamp           | Ligue 1               | 33          | 0           | 1               | 0               | 0                 | 0                 | CI                             | 2                              | 0                              | 36    | 0     |
| 2004-2005             | EA Guingamp           | Ligue 2               | 24          | 0           | 1               | 0               | 1                 | 0                 | -                              | -                              | -                              | 26    | 0     |
| Total sur la carrière | Total sur la carrière | Total sur la carrière | 386         | 6           | 30              | 0               | 16                | 0                 | -                              | 12                             | 0                              | 444   | 6     |

## Palmarès
- 1995 : Champion du monde militaire
- 1996 : vainqueur de la Coupe Intertoto
- 1997 : Finaliste de la Coupe de France de football
- 1999 : Joueur de D2 de l'année (France Football)

## Vie privée
Il se marie en 1997 avec Magalie Duval,. Il est père de trois garçons, dont Aurélien, inculpé en janvier 2023 aux États-Unis pour une escroquerie aux NFT à hauteur de 2,7 millions d'euros.